# Грунис, Ашер
Ашер Дан Гру́нис (ивр. אשר דן גרוניס‎; род. 17 января 1945, Тель-Авив, Палестина (ныне Израиль)) — 10-й Председатель (Президент) Верховного суда Израиля (с 28 февраля 2012 года по 15 января 2015 года; до этого — судья Верховного суда Израиля с апреля 2002 года). Глава консультативной комиссии по утверждению высокопоставленных назначений на госслужбе с апреля 2024 года. Профессор факультета юриспруденции Хайфского университета с 2020 года.

## Биография
Ашер Грунис родился 17 января 1945 года в Тель-Авиве.

### Семья
Грунис родился в умеренно религиозной семье Йоны и Билхи Грунис. С политической точки зрения семья была известна симпатиями к Партии общих сионистов.
Отец Ашера Груниса, Йона Грунис (ум. 13 декабря 1961 года), приехал в Палестину во второй половине 30-х годов и работал в страховых компаниях (был одним из руководителей страховой компании «Ярдения» и в последние годы жизни возглавлял страховую компанию «Интернациональ (Битуах) 1950 Лтд»).
Отец Йоны Груниса, раввин Ашер бен Зеэв Грунис (1873—2 августа 1933), уроженец Пётркува, Польша, был потомком известных раввинов, в том числе внучатым племянником раввина Ицхака Меира Альтера, основателя Гурского хасидства. Раввин Грунис женился на Ханне Биле бат Натан Ната (ум. 10 марта 1943), внучке раввина города Конина, гаона Хирша Бизински, и вскоре получил должность раввина города Вилчина в западной Польше. В 1921 году раввин Грунис вместе с женой и восьмью детьми переехал в Уэльс вследствие назначения раввином города Кардифф. В семье религиозное воспитание сочеталось со светским образованием и ценностями: старший сын Арье Лейб (ум. 12 мая 1945) обучался медицине в Берлине, младший сын Авраам (Эйб) служил в ВВС Великобритании (погиб в японском плену в ходе Второй мировой войны 29 ноября 1943 года). Посмертно была издана книга раввина Ашера Груниса, «При Ашер».
Мать Груниса, Билха Грунис (урождённая Маргалит) (ум. в январе 2002 года), работала библиотекаршей в Институте Жаботинского. Она родилась в семье иерусалимского религиозного деятеля Ицхака Йоэля Маргалита (13 июля 1885—3 апреля 1948), потомка известного хасидского раввина Пинхаса из Кореца, и Мирьям Маргалит (урождённой Зильберман).

### Ранние годы
Ашер Грунис и его младшая (на год) сестра Ханна росли в доме по адресу улица Розенбаум, 1 в Тель-Авиве, где проживало в то время и семейство Менахема Бегина.
Грунис учился в государственной религиозной школе «Билу» в Тель-Авиве. После смерти отца в 1961 году отдалился от религии. В дальнейшем окончил среднюю школу «Геула» в Тель-Авиве. С 1962 по 1965 год Грунис прошёл срочную службу кладовщиком в ВВС Израиля.
Ещё до окончания службы в армии начал учиться на вечерних курсах факультета юриспруденции в тель-авивском филиале Еврейского университета. Во время учёбы работал ассистентом профессора Амнона Рубинштейна. По окончании учёбы поступил на стажировку у судьи мирового суда (в дальнейшем судьи Верховного суда Израиля) Шломо Левина.
В 1969 году Грунис получил лицензию на право занятия адвокатской деятельностью и до 1971 года работал у адвоката Амнона Голденберга в адвокатской фирме «Ш. Хоровиц».
С 1971 по 1972 год учился в Юридической школе Университета Виргинии в США, которую закончил со степенью магистра юриспруденции, а затем продолжил образование в Юридической школе Осгуд-Холла Йоркского университета в Торонто, Канада, которую окончил в 1976 году со степенью доктора юриспруденции.
По возвращении из Канады Грунис начал преподавать на факультете юриспруденции Тель-Авивского университета. Помимо прочего, вёл курс о свободе собрания в общественных местах и о правовом надзоре над органами государственной власти. Начиная с 1978 года, в течение двух лет преподавал также административное право, затем преподавал градостроительное право. Работа Груниса в университете продолжалась до 1987 года.
В 1981 году Грунис поступил на работу в адвокатской конторе доктора Моше Вайнберга, где занимался в течение семи лет делами, связанными с градостроительным правом, сначала как наёмный адвокат, а затем в статусе партнёра фирмы.

### Период судебной практики
В сентябре 1988 года Грунис был назначен судьёй Окружного суда Беэр-Шевы. В этой должности вёл, в основном, дела, связанные с ликвидацией и внешним управлением несостоятельных предприятий.
В октябре 1996 года перешёл в Тель-Авивский окружной суд.
Грунис примкнул к судье Шломо Левину в подготовке повторного издания книги «Банкротство» (ивр. פשיטת רגל‎), которая была опубликована в 2000 году (и вновь переиздана в 2010 году).
С апреля 2002 года временно исполнял должность судьи Верховного суда Израиля. 22 мая 2003 было утверждено его постоянное назначение в Верховный суд, и Грунис вступил на должность в июне 2003 года.

### Назначение на пост Председателя Верховного суда
В Израиле существует традиция назначения судьи с наибольшим стажем работы в суде (а при равном стаже — старшего по возрасту) на пост председателя суда после ухода действующего председателя (принцип «сеньорити»).
При этом вследствие поправки к Закону о судах, принятой в 2007 году, от вступающего на пост председателя суда требовалось завершить минимальную каденцию в три года до выхода в отставку, назначенного законом на срок достижения 70-летнего возраста. Вследствие данной поправки Грунис не мог представить свою кандидатуру на пост Председателя суда по уходу в отставку Председательницы Верховного суда Дорит Бейниш в феврале 2012 года, так как сам он будет вынужден выйти в отставку по достижении 70-летнего возраста в январе 2015 года, чуть более месяца до истечения необходимого трёхлетнего срока. Единственным кандидатом стать преемницей Бейниш — при условии поддержания традиции «сеньорити» — становилась таким образом Мирьям Наор.
Попытки представителей правого политического лагеря Израиля отменить трёхлетнее ограничение и позволить назначение Груниса, считающегося обладателем консервативных взглядов, на должность Председателя суда вызвали широкий общественный резонанс в Израиле, как часть острой дискуссии, ведущейся в израильском обществе по поводу конституционной роли Верховного суда и взаимоотношения судебной и законодательной ветвей власти. Противники законопроекта, в их числе председательница парламентской оппозиции Ципи Ливни, окрестили его «Законом о Грунисе», подчёркивая неуместность персонального законодательства, основанного на политических соображениях, и назвали законопроект антидемократической попыткой ослабить Верховный суд.
Сторонникам назначения Груниса удалось добиться утверждения соответствующего законопроекта в кнессете 2 января 2012 года. Вследствие внесённой в закон поправки, отменяющей требование трёхлетней каденции для вступающего на пост председателя суда, во время выхода в отставку Председательницы Дорит Бейниш Грунис и Мирьям Наор оказались судьями с наибольшим стажем работы в Верховном суде (за исключением Элиэзера Ривлина, заранее заявившего о неготовности выдвигать свою кандидатуру на пост Председателя накануне своего выхода в отставку в мае 2012 года). По принципу «сеньорити» Грунис, как старший по возрасту, получил наибольшие шансы стать преемником Бейниш на посту Председателя Верховного суда.
3 января 2012 года противники поправки к закону подали петицию в Высший суд справедливости с требованием признать поправку, являющуюся по их мнению грубым вмешательством в процесс назначения судей, недействительной. Петиция была отклонена 16 января 2012 года.
Как и ожидалось, 10 февраля 2012 года Комиссия по назначению судей приняла решение о назначении Груниса преемником Бейниш на посту Председателя суда по истечении полномочий Бейниш в конце месяца. Грунис вступил на пост 28 февраля 2012 года.
Грунис занимал пост Председателя Верховного суда до 15 января 2015, и накануне достижения установленного законом 70-летнего возраста передал управление Верховным судом Мирьям Наор.

### По завершении судейской карьеры
С 2020 года Грунис является профессором факультета юриспруденции Хайфского университета. Преподаёт также в Колледже менеджмента. Действует в качестве арбитра и медиатора в Израильском институте коммерческого арбитража.
В 2015 году и в 2022 году Грунис возглавлял комиссию по отбору кандидатов на пост Юридического советника правительства Израиля: в 2015 году Грунис остался в меньшинстве, отказавшись поддержать кандидатуру Авихая Мандельблита, ставшего единственным кандидатом, получившим поддержку остальных четырёх членов комиссии, и в дальнейшем назначенного на пост; в 2022 году комиссия представила рекомендацию о трёх кандидатах, одна из которых, Гали Бахарав-Миара (кандидатуру которой Грунис не поддержал, вновь вопреки мнению остальных членов комиссии), была в конечном счёте назначена на пост.
В 2022 году был издан фестшрифт «Книга Ашера Груниса», собравший в себя речи, посвящённые Грунису, интервью с Грунисом и академические статьи о различных областях права.
30 апреля 2024 года правительство Израиля утвердило назначение Груниса на пост главы консультативной комиссии по утверждению высокопоставленных назначений на госслужбе на срок в 6 лет.

### Комиссия Груниса
В феврале 2022 Грунис был назначен председателем государственной следственной комиссии, получившей название «Комиссии Груниса» (официально: «Государственная следственная комиссия по делу судов»), по расследованию решений политического и военного эшелона Израиля по приобретению Израилем подводных лодки типа «Дольфин» и дополнительных военных судов у немецкого концерна ThyssenKrupp. Учреждение комиссии последовало за вызвавшим скандал в Израиле «Делом о подводных лодках», в рамках которого ряду израильских участников процесса закупок были предъявлены уголовные обвинения в коррупции, а также высказывались мнения о неправомерном вмешательстве в процесс закупок со стороны премьер-министра Биньямина Нетаньяху.
Комиссия начала сбор материалов в апреле 2022 года, собрав десятки тысяч документов из различных министерств и ведомств, а в январе 2023 года начала слушания свидетелей по делу.
В своём промежуточном постановлении от 24 июня 2024 года комиссия постановила, что первичная картина, вырисовывающаяся перед ней на данном этапе, свидетельствует о системном сбое в рабочих процессах и механизмах принятия решений по ряду деликатных вопросов, рассматриваемых комиссией, и что данный сбой влечёт угрозу государственной безопасности и риск нанесения ущерба международным отношениям и экономическим интересам Государства Израиль. В соответствии с принятой практикой комиссия официально предупредила ряд лиц о вероятности того, что её окончательный отчёт будет включать отрицательные выводы в их отношении. В число получателей предупредительных писем комиссии вошёл и премьер-министр Израиля Биньямин Нетаньяху, в отношении которого комиссия отметила вероятность достижения следующих выводов: принятие решений по вопросам с существенными последствиями на государственную безопасность и строительство боевой мощи Армии обороны Израиля без упорядоченного процесса принятия решений, достижение соглашений с Германией по ряду политических, оборонных и экономических вопросов без должного документирования процесса и в обход правительства, превращение Совета национальной безопасности Израиля в личный исполнительный орган премьер-министра, действующий в обход Министерства обороны в сферах компетенции последнего. Предупредительные письма получили также бывший министр обороны Моше (Боги) Яалон, бывший глава Совета национальной безопасности Израиля (в дальнейшем глава «Моссада») Йоси Коэн, бывший командующий ВМС вице-адмирал запаса Рам Ротберг и бывший сотрудник Совета национальной безопасности Израиля Авнер Симхони.

## Характеристика судебной практики
С точки зрения своего судебного мировоззрения Грунис выделяется консервативным подходом к роли судебного правотворчества и к роли Верховного суда в рамках взаимоотношений судебной, законодательной и исполнительной ветвей власти. В целом, постановления Груниса отличаются лаконичностью и формальным подходом. Всем этим дух постановлений Груниса резко отличается от либерального духа «судебного активизма», развитого в постановлениях Председателя Верховного суда Аарона Барака и поддержанного преемницей Барака Дорит Бейниш.
Консервативный подход Груниса и его готовность идти вразрез с существующими «активистскими» тенденциями суда отметился с первых шагов Груниса в Верховном суде, когда он остался в меньшинстве среди своих коллег, проголосовав против признания незаконности практики насильственного кормления гусей с целью производства фуа-гра, руководствуясь, помимо прочего, соображениями формального характера и нежеланием вмешиваться в решения исполнительной власти по данному вопросу.
Грунис неоднократно упоминал в своих постановлениях в сфере конституционного и административного права необходимость ограничить диапазон рассматриваемых судом дел на основе доктрин «пригодности для судебного рассмотрения» (англ. justiciability ; ивр. שפיטות‎) и «права обращения в суд» (лат. locus standi ; ивр. זכות עמידה‎). Объём этих доктрин был сокращен до минимума в «эпоху Барака», открывая дорогу для активного вмешательства Верховного суда в действия законодательной и исполнительной ветвей власти на основе петиций общественных организаций и активистов, не имеющих прямого личного интереса в теме петиций.
Также Грунис резко высказывался против использования доктрины «нецелесообразности» (англ. reasonability ; ивр. חוסר סבירות‎) как основания для опротестования в суде административных решений, указывая на опасность того, что за обтекаемой судейской риторикой с признанием решения «нецелесообразным» может скрываться личное несогласие судьи с решением.
Вопреки принятой в Верховном суде практики терпимости к петициям общественного характера, Грунис также не колебался подчас накладывать высокие судебные штрафы на подавателей петиций, подачу которых считал излишней.
При этом определение Груниса крайним консерватором, отчасти стоявшее за попытками представителей правого политического лагеря обеспечить его назначение на пост Председателя суда, также неуместно и ошибочно: среди его постановлений можно указать и на решения либерального характера вплоть до применения вызывающей острую полемику в израильском обществе конституционной практики отмены судом «неконституционного» закона кнессета. Была отмечена однако неординарность подхода Груниса к этому вопросу: по его мнению, рассмотрение вопроса отмены закона будет оправдано лишь в том случае, когда закон нарушает конституционные права меньшинства, а не когда петиция подаётся представителями большинства, имеющего возможность повлиять на изменение закона принятыми парламентскими средствами.
Наибольший вклад Груниса был при этом отмечен именно в сфере гражданского и коммерческого права. И в этой области Грунис не раз выступал с критикой доктрин, разработанных Аароном Бараком, как, например, доктрины, позволяющей суду толковать контракты, не ограничиваясь обращением к формулировке контракта, а исходя из попытки определить на основе внешних показателей истинные намерения сторон контракта.
В области уголовного права Грунис также не раз высказывал неординарную точку зрения, вызванную тем же формальным подходом к праву. Грунис остался в меньшинстве судей, проголосовав против постановления Дорит Бейниш о возможности признания доктрины конституционной недопустимости доказательств, полученных при нарушении прав подозреваемого. В другом случае он остался в меньшинстве судей, призывая ограничить широкое толкование уголовных норм во избежания нарушения принципа законности.

## Личная жизнь
Отъезд Груниса на учёбу в США в 1971 году прервал его связь с подругой молодости, Риной Шохам (род. 22 июня 1947). Накануне окончания учёбы в Канаде он познакомился с Эстер Шифф, учительницей в Hebrew School в Торонто (по возвращении в Израиль ставшей специалистом по грудному вскармливанию), и в том же году женился на ней. У пары родились три дочери.
В 1997 году Грунис развёлся со своей женой, после чего возобновил отношения с уже овдовевшей Риной Шохам (в замужестве: Мешель), ставшей судьёй Тель-Авивского окружного суда вплоть до выхода в отставку в 2008 году, а затем и женился на ней.

## Публикации
- Грунис А. Д. Ицхак Ольшан: дискуссия — воспоминания (иврит) = יצחק אולשן: דין ודברים — זכרונות // Июней мишпат. — 1978—1979. — Num. 6. — P. 682—685.
- Грунис А., Левин Ш. Несостоятельность = פשיטת רגל (иврит). — 3-е изд. — Иерусалим: Перельштейн-Гиносар Лтд, 2010. — 502 с.
- Грунис А. О Шломо // Книга Шломо Левина = על שלמה // ספר שלמה לוין (иврит) / под ред. А. Груниса, Э. Ривлина, М. Караянни. — Цафририм: Нево, 2013. — С. xii—xiii. — 744 с. — ISBN 9789654421034.
- Грунис А. Суды и процессуальные соглашения // Книга Шломо Левина = בתי המשפט והסדרים דיוניים // ספר שלמה לוין (иврит) / под ред. А. Груниса, Э. Ривлина, М. Караянни. — Цафририм: Нево, 2013. — С. 59—83. — 744 с. — ISBN 9789654421034.
- Грунис А. Об активизме и консерватизме судов (иврит) = על אקטיביזם ושמרנות של בתי המשפט // Орех-ха-Дин. — 2021. — דצמבר (num. 48). — P. 10—13.
- Грунис А. Поздравление на конференции в честь выхода председательницы Дорит Бейниш на пенсию // Книга Дорит Бейниш = דברי ברכה שנישאו בכנס שנערך לכבוד פרישתה של הנשיאה דורית ביניש // ספר דורית ביניש (иврит) / под ред. К. Азулай, И. Бар-Симан-Това, А. Барака, Ш. Лифшица. — Рамат-Ган, Цафририм: Издательство Университета имени Бар-Илана, Нево, 2018. — С. 43—44. — 585 с. — ISBN 9789654421546.
- Грунис А. Административные аресты и верховенство закона в первые дни государства // 75 лет правовой независимости = מעצרים מנהליים ושלטון החוק בימי בראשית // 75 שנות עצמאות במשפט (иврит) / под ред. Д. Барак-Эрез. — Управление судебной системы Израиля, 2023. — С. 625—630. — 894 с. — ISBN 9789654422444.